# Dos minutos de advertencia
Dos Minutos de advertencia es el cuarto disco de la banda de Punk Rock de Argentina: 2 Minutos, fue grabado, mezclado y masterizado durante diciembre de 1998 y enero de 1999 en los estudios del Abasto al pasto, Buenos Aires, Argentina.

## Lista de canciones
- «Hambruna»
- «Lejos estoy»
- «Canción para mi muerte»
- «Destino (Nena)»
- «Mi marca»
- «Surfer's Punk's (Aquaman)»
- «No me moleste»
- «In the street»
- «Ska de la rutina»
- «Casa de dos»
- «Correo de amor»
- «Naif»
- «Perdiendo el tiempo»
- «Carta a E.T.»

## Invitados
- Trombón: Martino "Vientos Locos" Gesualdi (Temas 8, 9 y 14)
- Trompeta: Willy "Vientos Locos" Coll (Tema 14)
- Presentación: Vera Land